# Trithemis dichroa
Trithemis dichroa är en trollsländeart som beskrevs av Karsch 1893. Trithemis dichroa ingår i släktet Trithemis och familjen segeltrollsländor. IUCN kategoriserar arten globalt som livskraftig. Inga underarter finns listade i Catalogue of Life.